# 下江副鰍
下江副鰍（學名：Paracobitis hagiangensis），為輻鰭魚綱鯉形目條鰍科副鰍屬的其中一種。分布於亞洲越南淡水流域，棲息在河川底層水域，生活習性不明。

## 扩展阅读
維基物種上的相關：下江副鰍